# Claire Fox
Claire Regina Fox, baronessa Fox of Buckley (ur. 5 czerwca 1960 w Eccles) – brytyjska publicystka, komentatorka, nauczycielka i polityk, założycielka think tanku Institute of Ideas, posłanka do Parlamentu Europejskiego IX kadencji, par dożywotni.

## Życiorys
Dorastała w Walii, uczyła się w St Richard Gwyn Catholic High School w miejscowości Flint. Kształciła się następnie w zakresie literatury angielskiej i amerykańskiej na University of Warwick. W 1992 uzyskała dyplom nauczyciela na Thames Polytechnic. W latach 1981–1987 była pracownikiem socjalnym, następnie do 1999 pracowała jako nauczycielka w Thurrock and Basildon College i West Herts College.
W latach 80. dołączyła do komunistycznej organizacji Revolutionary Communist Party, stając się jedną z czołowych działaczy tej partii. Była redaktorką związanego z nią magazynu „Living Marxism” (później „LM”), które zamknięto na skutek bankructwa w 2000. W 1993 współtworzone przez nią pismo opublikowało tekst usprawiedliwiający irlandzkich zamachowców z Warrington, gdzie w wyniku ataku zginęły dwie osoby. Kwestia ta została przypomniana przez media w trakcie kampanii wyborczej w 2019.
W 2000 Claire Fox założyła i została dyrektorem think tanku Institute of Ideas, zajmującego się m.in. propagowaniem debat. Została również komentatorką, m.in. jako regularny gość The Moral Maze w BBC Radio 4. Publicystka „Times Educational Supplement” i „Municipal Journal”, prowadziła też audycję Fox News Friday w Love Sport Radio. Autorka książki I Find That Offensive! (2016).
Znana z głoszenia poglądów libertariańskich, w tym propagujących nieograniczoną wolność słowa. Wywoływała przez to kontrowersje publicznymi wypowiedziami, np. podważając zasadność karania za posiadania dziecięcej pornografii (na gruncie sprawy Gary'ego Glittera).
W 2019 dołączyła do Brexit Party, nowego ugrupowania Nigela Farage’a. W tym samym roku z jej ramienia uzyskała mandat posłanki do Parlamentu Europejskiego IX kadencji. W PE zasiadała do 2020, gdy mandaty brytyjskich deputowanych wygasły w związku z brexitem. W tym samym roku otrzymała tytuł baronessy Fox of Buckley i jako par dożywotni zasiadła w Izbie Lordów.